# ريج كالندر
ريج كالندر (بالإنجليزية: Reg Callender)‏ (1892 في المملكة المتحدة - 1915 في فرنسا) هو لاعب كرة قدم بريطاني في مركز الهجوم. لعب مع ديربي كاونتي ومنتخب إنجلترا الوطني لكرة القدم للهواة ‏ وGlossop North End A.F.C. ‏ وStockton F.C. ‏.